# Vanessa Marquez
Vanessa Marquez (* 21. Dezember 1968 im Los Angeles County, Kalifornien; † 30. August 2018 in South Pasadena, Kalifornien) war eine US-amerikanische Schauspielerin.

## Leben
Ihre erste bekannte Rolle war die der Schülerin Ana Delgado in der Filmbiographie Stand and Deliver (1988) über den Lehrer Jaime Escalante. Im gleichen Jahr trat sie als Freiwillige der von César Chávez gegründeten Landarbeitergewerkschaft United Farm Workers bei. Sie engagierte sich für Amnesty International sowie im Wahlkampf mehrerer Präsidentschaftskandidaten. Als Sängerin trat sie 1991–1992 neben Lupe Ontiveros in Balún Canán (eine Produktion der Center Theatre Group nach einem Roman von Rosario Castellanos) auf. Von 1994 bis 1997 spielte sie in der Krankenhaus-Serie Emergency Room die Krankenschwester Wendy Goldman. Daneben hatte sie Auftritte in den Serien Seinfeld und Melrose Place.
Parallel zu ihrer Tätigkeit als Schauspielerin nahm sie ein Teilzeit-Studium an der California State University, Los Angeles (Cal State L.A.) auf, wo sie einen Abschluss in Theatergeschichte und Literatur anstrebte. Sie studierte auch Gesang und mochte besonders Musiktheater und Blues. Schauspielkurse belegte sie hingegen nur wenige. In einem Interview erklärte sie, dass sie Learning by Doing bevorzugte. Ihre letzte Rolle in einem Fernsehfilm spielte sie 2001.
Ihre Probleme mit Kaufzwang wurden 2005 in einer Folge der Dokuserie Intervention des Senders A&E thematisiert. Zudem berichtete sie in sozialen Medien über ihre Erkrankung an Zöliakie, Fibromyalgie, variablem Immundefektsyndrom und Osteoporose. Nach Auskunft von Freunden konnte sie aufgrund ihrer chronischen Krankheiten kaum das Haus verlassen. In einer Twitter-Botschaft behauptete sie 2017, dass sie auf Betreiben von George Clooney in Hollywood auf eine „schwarze Liste“ gesetzt worden sei, nachdem sie sich über sexuelle Belästigung und rassistische Kommentare am Set von Emergency Room beschwert hätte. Clooney bestritt den Vorwurf.
Ihr Vermieter in South Pasadena hatte Ende August 2018 die Polizei zu einem welfare check gerufen (d. i. ein Polizeieinsatz, wenn eine Person in ihrer Wohnung nicht reagiert und Angehörige oder Nachbarn befürchten, dass ihr etwas zugestoßen sei). Nach Angaben der Polizei hatte Marquez einen Krampfanfall und zeigte auch Anzeichen psychischer Probleme. Sie wollte sich dabei weder von den Polizisten noch von einem Psychologen helfen lassen. Sie habe sich „unkooperativ“ gezeigt. Als sie nach eineinhalb Stunden nach einer BB-Luftpistole griff, wurde sie von der Polizei erschossen. Im Krankenhaus identifizierten Reporter die Leiche als die der Fernsehschauspielerin.
Im März 2020 wurde eine Bodycam-Aufnahme von einem der anwesenden Polizisten veröffentlicht, die den Tathergang zeigt.

## Filmografie

### Filme
- 1988: Stand and Deliver
- 1989: Los Angeles Cop (Night Children)
- 1990: Das Buch der Liebe (To My Daughter)
- 1990: Sweet 15
- 1991: Unschuldig hinter Gittern (Locked Up: A Mother’s Rage)
- 1993: Twenty Bucks – Geld stinkt nicht oder doch? (Twenty Bucks)
- 1993: Maniac Cop 3: Badge of Silence
- 1993: Blood in, Blood out – Verschworen auf Leben und Tod (Bound by Honor)
- 1993: Der Kidnapper (Father Hood)
- 1994: Skandal in der Notaufnahme (State of Emergency)
- 1997: Tödliche Lügen (All Lies End in Murder)
- 2000: Under Suspicion – Mörderisches Spiel (Under Suspiscion)
- 2001: Fire & Ice

### Serien
- 1994–1997: Emergency Room – Die Notaufnahme (ER, 27 Folgen)
- 1999: Malcolm & Eddie (3 Folgen)